# Molophilus imberbis
Molophilus imberbis là một loài ruồi trong họ Limoniidae. Chúng phân bố ở miền Australasia.